# Tình Yêu Đại Doanh Gia
Tình Yêu Đại doanh gia (tiếng Trung: 恋爱大赢家; bính âm: Liàn Ài Dà Yíng Jiā) tên tiếng Anh I Love How You Love Me là một bộ phim điện ảnh lãng mạn năm 2004 với sự tham gia của các diễn viên như Lâm Chí Dĩnh, Lưu Diệc Phi, Hứa Thiệu Dương và Dương Cung Như.

## Nội dung
Bộ phim xoay quanh câu chuyện về Vương Hán Văn sau khi học xong ở trường võ thuật không có ý định nối nghiệp cha mình mà đến Hong Kong để dạy ở trường cao đẳng doanh nghiệp và kỹ thuật. Ở đây, anh gặp được Tiền Nguyệt San, cha của Nguyệt San đang nợ nần chồng chất và cô phải làm việc để kiếm tiền trả nợ cho cha mình.
Cha của Vương Hán Văn biết được Tiền Nguyệt San đang có mối quan hệ rất thân thiết với con trai mình, vì thế ông nhờ Nguyệt San thuyết phục con trai mình về nhà. Ông nói với cô rằng nếu cô thành công trong việc thuyết phục con trai mình quay về nhà thì sẽ giúp cô trả hết nợ. Lúc đầu cô nghe theo lời ông nhưng sau đó cô nhận ra mình đã yêu Hán Văn. Doanh nhân buôn lậu Đỗ Nam mua lại 1 trường cao đẳng với mục đích là bắt con mình đi học. Nhưng con trai ông là Đỗ Hằng Phong không muốn đi học và thường xuyên bỏ tiết. Ông không thể làm gì khác phải việc thuê người bắt con trai mình đi học và giám sát nó cả ngày. 
Trong khi đó, cảnh sát tại Hồng Kông gửi hai cảnh sát mật với mục đích tiếp cận Đỗ Hằng Phong để có được các bằng chứng và thông tin về tội ác của bố cậu. Đỗ Hằng Phong đem lòng yêu Kim Xảo Lệ, một cô gái vừa mới mất bạn trai của mình và không có ý định hẹn hò với người nào nữa. Bạn của Kim Xảo Lệ đem lòng yêu thầy giáo của mình nhưng thầy giáo đó lại yêu Tiền Nguyệt San. Một trong những nhân viên cảnh sát đã giúp cô có thể đến với thầy giáo kia nhưng cô đã thất bại. Sau đó, cô có cảm tình với anh cảnh sát sau khi trải qua những kỷ niệm đáng nhớ. Họ trở thành những người bạn thân. Cuối cùng, 3 cặp tình nhân được ở bên nhau mãi mãi.

## Diễn viên
- Lâm Chí Dĩnh vai Đỗ Hằng Phong
- Lưu Diệc Phi vai Kim Xảo Lệ
- Hứa Thiệu Dương vai Vương Hán Văn
- Dương Cung Như vai Tiền Nguyệt San
- Đậu Trí Khổng vai Lý Chấn
- Vương Đạo vai Đỗ Nam